# Lumină fantastică
Lumină fantastică (1986) (titlu original The Light Fantastic) este un roman fantasy umoristic scris de Terry Pratchett, al doilea din seria Lumea Disc. Titlul reprezintă un citat dintr-o poezie a lui John Milton și, în contextul original, se referă la un dans lent, extravagant.
Acțiunea romanului o continuă pe cea din precedenta carte, Culoarea magiei, fiind singura carte din Lumea Disc care continuă direct o altă carte a seriei.

## Intriga
După ce vrăjitorul Vânturache a căzut peste Marginea Lumii Disc, cartea magică Octavo îl salvează și îl aduce înapoi pe lume. Între timp, vrăjitorii din Ankh-Morpork sunt informați de către Moarte că Lumea Disc va fi distrusă în curând de o gigantică stea roșie, dacă nu sunt citite cele opt vrăji din Cartea Octavo: cele mai puternice vrăji existente, dintre care una este ascunsă în capul lui Vânturache. Drept urmare, o serie de vrăjitori conduși de Trymon - un fost coleg de clasă al lui Vânturache, care vrea pentru el puterea vrăjilor -, încearcă să îl captureze pe Vânturache.
După ce Vânturache se reunește cu Doiflori și scapă de vrăjitori, se pare că Marele A'Tuin - țestoasa gigantică pe spatele căreia se află Lumea Disc - și-a modificat drumul și se îndreaptă spre un soare roșu cu opt sateliți. Vânturache și Doiflori sunt însoțiți de Cohen Barbarul, un erou bătrân și știrb și de Bethan, o virgină salvată de cei trei. 
Vânturache devine unul dintre foarte puținii oameni care intră pe domeniul Morții fiind în viață, găsindu-l acolo pe Doiflori care joacă cărți cu Cei Patru Călăreți ai Apocalipsei. Când o întâlnește pe fiica adoptivă a Morții, Ysabell, e la un pas de moarte, dar e salvat de către Bagaj. În periplul său, grupul întâlnește oameni care, anticipând apocalipsa, se îndreaptă către munți (nu pentru a fi protejați, ci pentru a avea o priveliște mai bună). De asemenea, ajunge la un magazin în care se vând lucruri ciudate și sinistre, care dispar când clientul vrea să le găsească din nou. Existența unui asemenea gen de magazin se explică prin blestemul pus de un vrăjitor asupra vânzătorului, deoarece îi lipsise ceva din stoc.
Pe măsură ce steaua se apropie, iar magia de pe Lumea Disc devine tot mai slabă, Trymon încearcă să își bage în cap cele șapte vrăji care se găsesc în Cartea Octavo, în încercarea de a salva lumea și a deveni cel mai puternic. Vrăjile se dovedesc prea puternice pentru el și mintea lui devine o poartă către "Dimensiunile Subterane", din care o serie de creaturi oribile încearcă să evadeze în realitate. Cei șapte vrăjitori conducători sunt împietriți și, după ce câștigă o luptă împotriva lor, Vânturache reușește să citească toate cele opt vrăji; cei șapte sateliți ai stelei roșii se sparg și din ele ies opt țestoase mici care își urmează părintele, A'Tuin, departe de stea. Cartea Octavo cade și este mâncată de Bagajul lui Doiflori.
Cartea se încheie cu despărțirea lui Doiflori și Vânturache, primul alegând să se întoarcă acasă și lăsându-i lui Vânturache Bagajul, ca dar de despărțire.

## Publicare
Coperta ediției paperback americane cuprinde o greșeală, numele lui Cohen fiind scris "Conan".

## Adaptări

### Roman grafic
În 1993, Corgi a publicat un roman grafic ilustrat de Steven Ross și Joe Bennet. În ediție hardcover, a fost publicat împreună cu romanul grafic Culoarea Magiei, ca The Discworld Graphic Novels. (ISBN 978-0-06-168596-5)

### Ecranizări de televiziune
The Mob Film Company și Sky One au realizat un serial care reunește Culoarea magiei și Lumină fantastică, lansat în duminica și lunea Paștelui din 2008. Rolul lui Vânturache este interpretat de Sir David Jason, David Bradley jucându-l pe Cohen Barbarul, Sean Astin pe Doiflori, Tim Curry pe Trymon, și Christopher Lee preluând rolul Morții de la Ian Richardson (rol jucat anterior în serialele de animație Soul Music și Wyrd Sisters).
Echipa de producție a vrut să implice fanii în ecranizare, așa încât o parte dintre figuranții folosiți (în scenele de masă și în timpul luptei de la Toba Spartă) au fost fani ai Lumii Disc selectați prin intermediul diverselor site-uri și Newsletters-uri.